# Spatelmos
Spatelmos (Homalia trichomanoides) is een soort uit de kringmosfamilie (Neckeraceae). Het is in het veld gemakkelijk herkenbaar aan de wat vettige glans en de afgeronde blaadjes. Het lijkt oppervlakkig eerder een levermos dan een bladmos. 

## Determinatie
Spatelmos vormt donkergroene, glanzende matten. De secundaire scheuten, tot enkele centimeters lang, hebben weinig en onregelmatige takken, oplopend of gebogen, aan beide zijden afgeplat en dicht bebladerd. Door de naar beneden gebogen bladeren is de dwarsdoorsnede van de takken gebogen. Gewoonlijk doet het uiterlijk enigszins denken aan groene levermossen.
De bladeren zijn tongvormig tot spatelvormig, duidelijk asymmetrisch, ongeveer 2 millimeter lang, met een dunne enkele bladnerf die meestal doorloopt tot het midden van het blad of zelden zonder of met een dubbele bladnerf. De bladranden zijn aan één zijde aan de bladvoet gebogen, verder vlak, vanaf het midden van het blad naar boven gekarteld. De punt van het blad is kort spits of afgerond en heeft een korte punt.
Bladcellen in het bovenste deel van het blad zijn ruitvormig tot rond-zeszijdig en tot ongeveer 10 µm breed. In het onderste deel van het blad zijn ze langwerpiger - zeszijdig tot bijna lineair, korter aan de rand.
De soort draagt vrij frequent sporenkapsels en de sporen rijpen in de herfst en winter. Het sporenkapsel heeft 1 tot 2 centimeter lange, rode seta is rechtopstaand of licht hellend, symmetrisch, ellipsvormig tot bijna cilindrisch, bruinachtig, met een conisch, lang en kromsnavelvormig operculum. De sporen zijn fijn papillose en 10 tot 18 µm groot. 
Het mos is eenhuizig.

## Ecologie
Spatelmos groeit vaak epifytisch, vooral op essenstobben in essenhakhoutbosjes. Het groeit op overwegend schaduwrijke, frisse tot vochtige, in ieder geval vochtige plaatsen in loofbossen. Begeleidende soorten zijn Anomodon attenuatus, Anomodon viticulosus, Neckera complanata en Isothecium alopecuroides. Behalve voor essen toont spatelmos een voorkeur voor stamvoeten die tijdens winterse overstromingen door een sliblaagje worden bedekt. Zo kunnen we deze soort aantreffen in uiterwaarden en wilgengrienden, en soms zelfs op hout van walbeschoeiingen. 
In Zuid-Limburg groeit de soort ook op kalksteenwanden. 

### Syntaxonomie
In de syntaxonomie staat spatelmos te boek als kensoort voor het verbond van glad kringmos.

## Verspreiding
In Europa is deze soort wijdverspreid van de laaglanden tot de bergen, voornamelijk in kalksteengebieden en uiterwaarden. In de Alpen stijgt het tot een hoogte van 1200 tot 1400 meter. Niet-Europese afzettingen zijn te vinden in delen van Azië, Noord-Afrika en Noord- tot Midden-Amerika.
In Nederland is spatelmos vrij zeldzaam. Het staat niet op de Nederlandse Rode Lijst en is niet bedreigd. De soort is in Midden- en Zuid-Nederland veel algemener dan in het noorden, met het rivierengebied en Zuid-Limburg als belangrijke bolwerken. Bij de intensieve inventarisaties in Brabant is de soort vooral gevonden in luchtvochtige beekdalbossen. 
Sporenkapsels zijn dikwijls aanwezig, maar zijn bijvoorbeeld in Friesland nog niet gevonden en ook vrijwel niet in Noord-Brabant.

## Fotogalerij

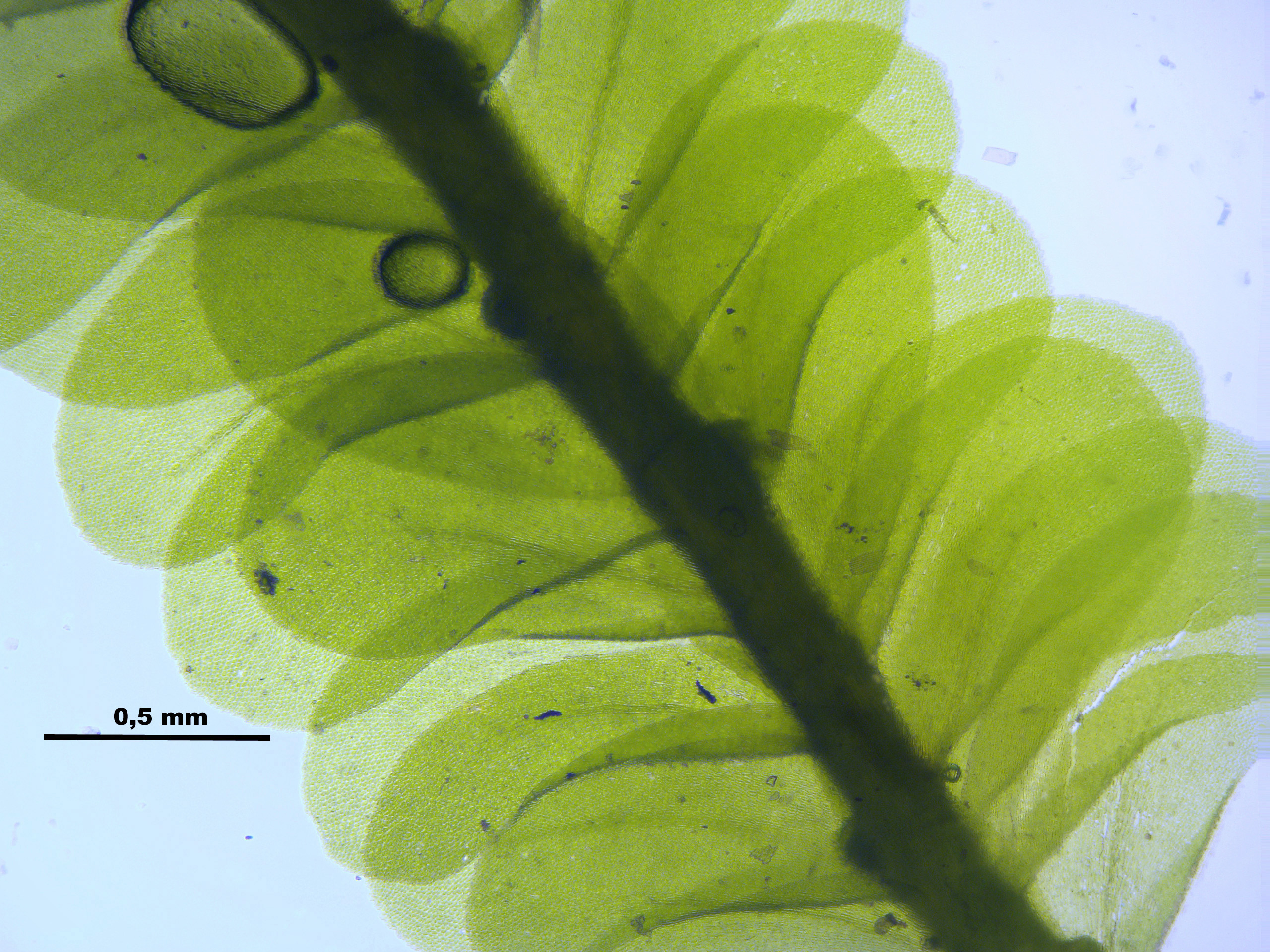
Bladeren
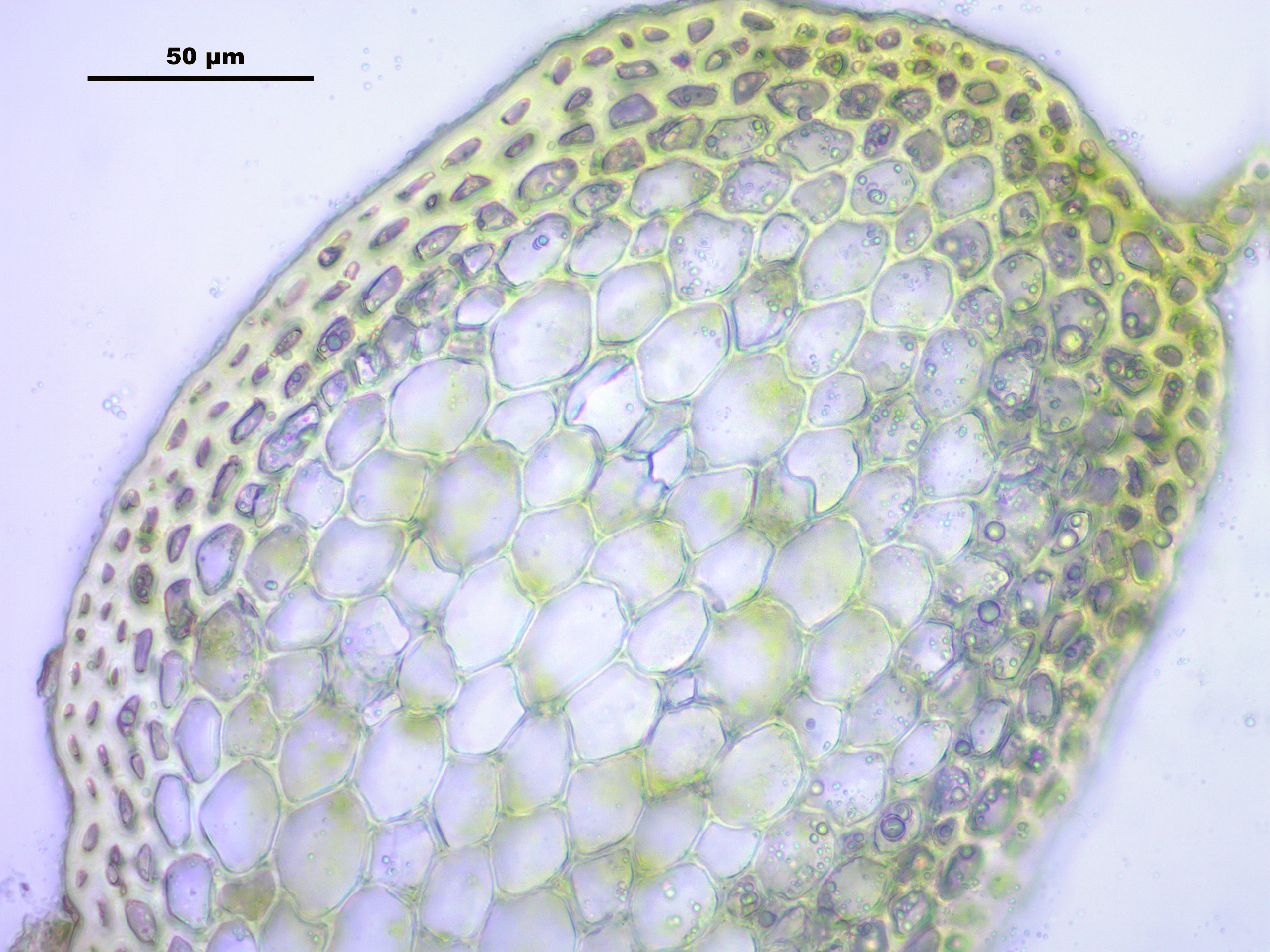
Stengeldoorsnede
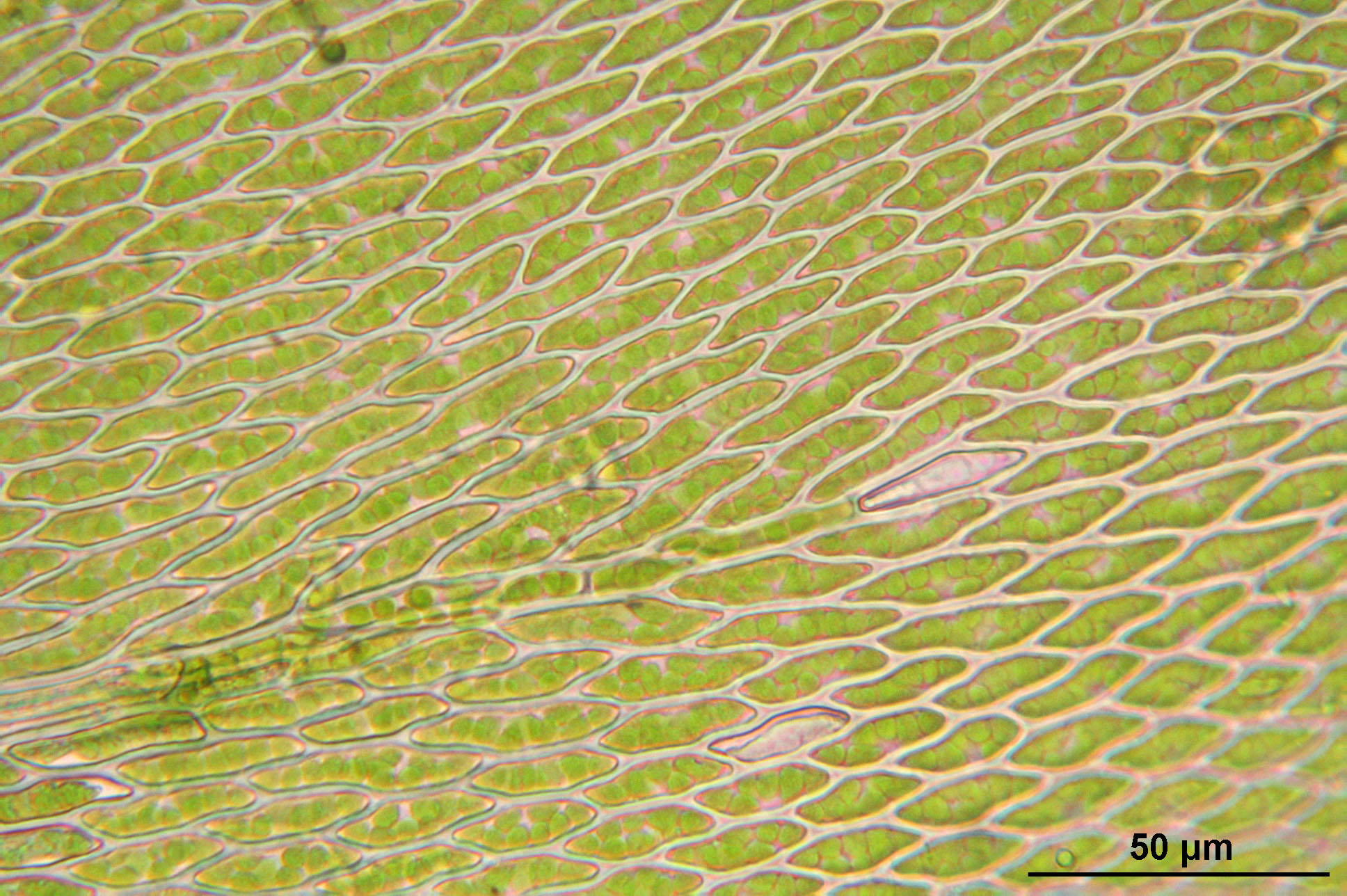
Bladcellen midden
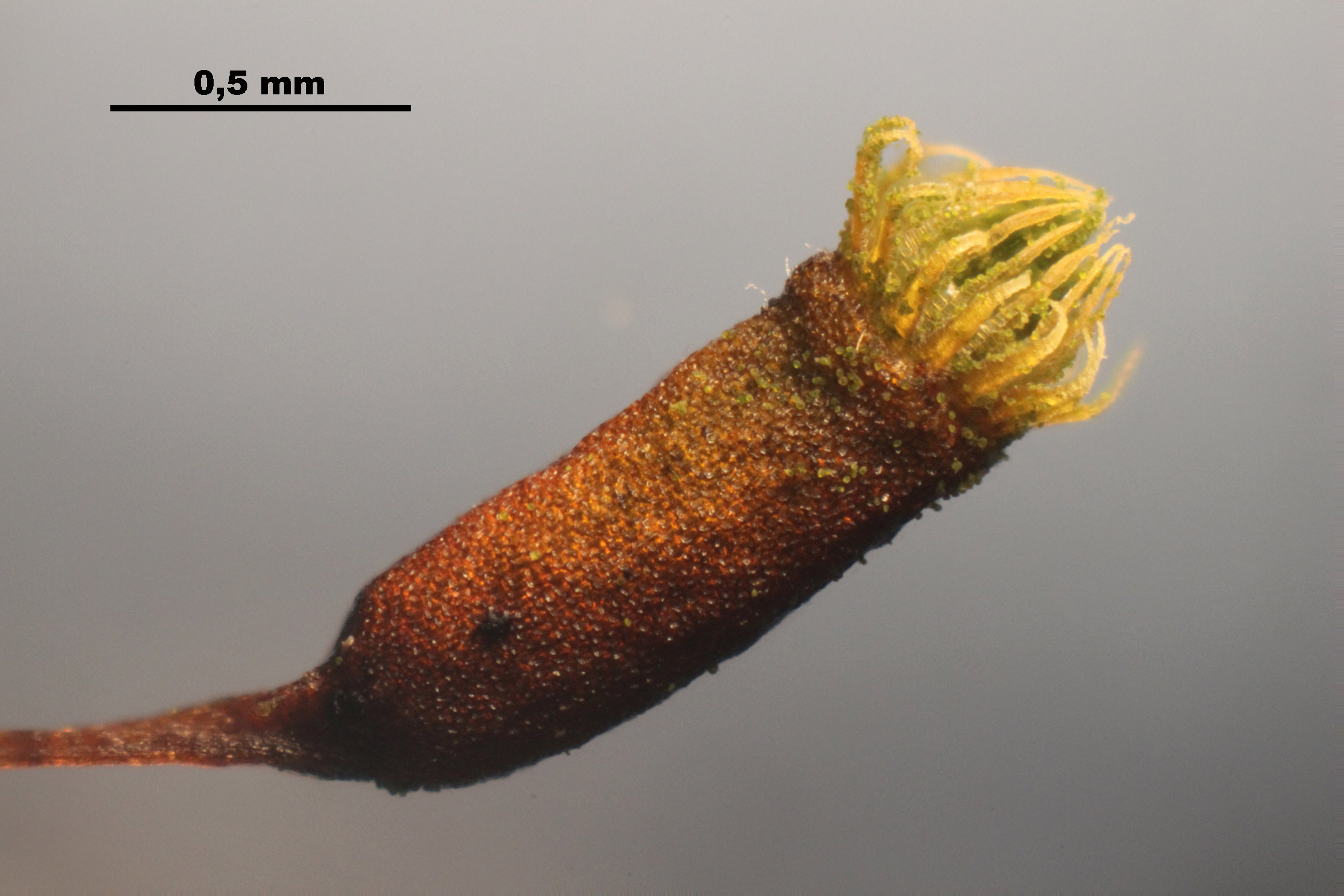
Sporenkapsel
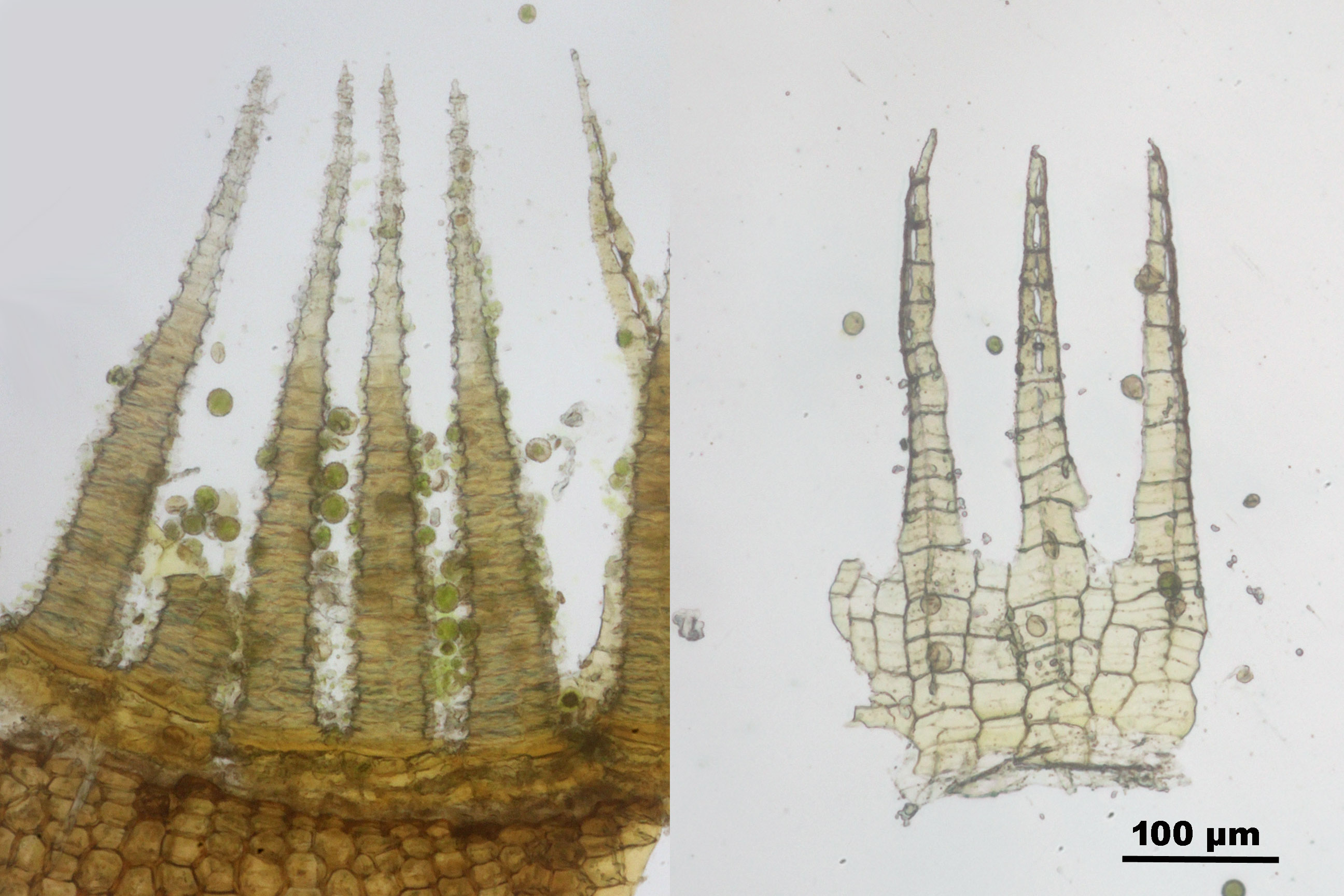
Peristoomtanden
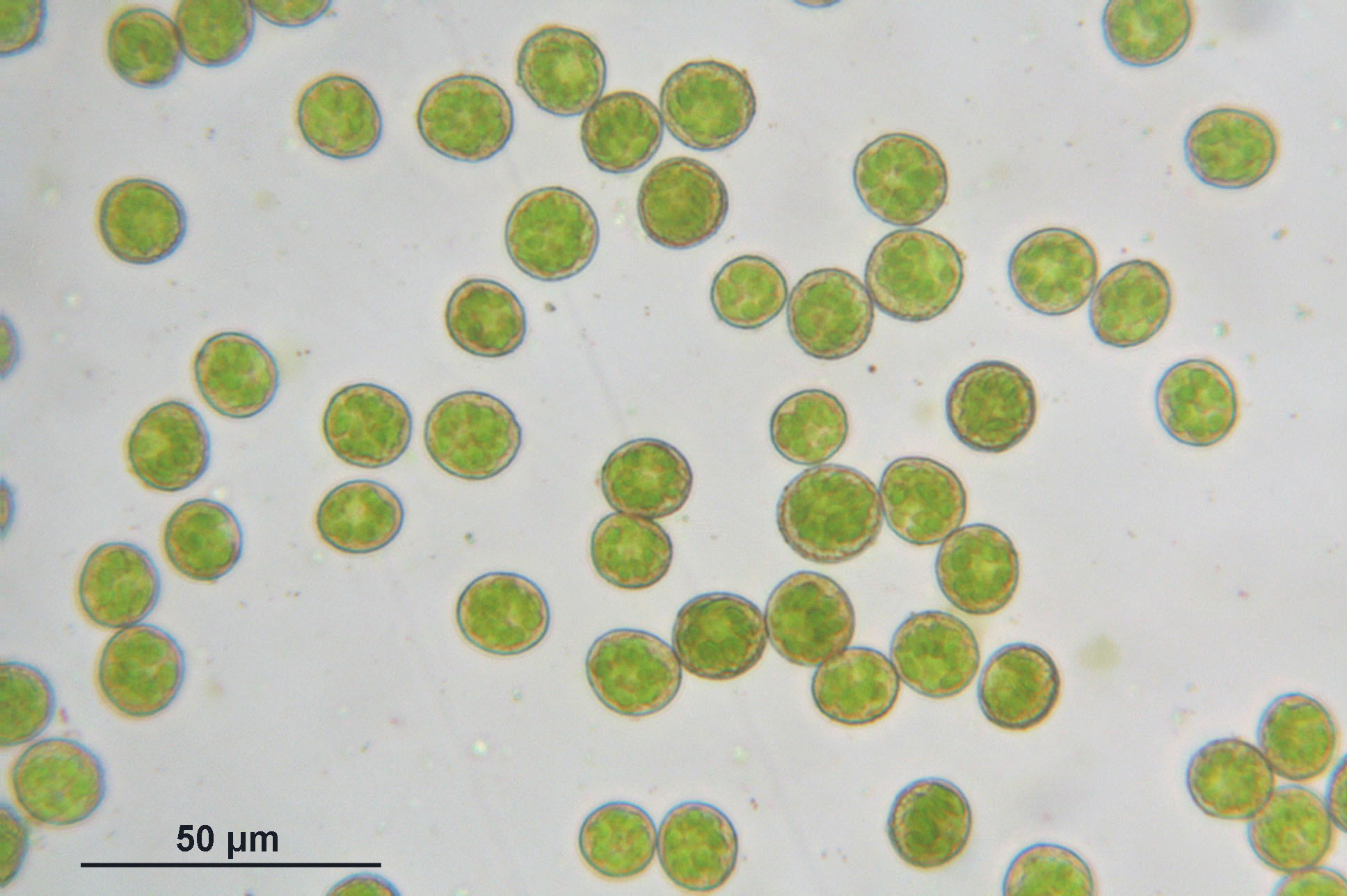
Sporen
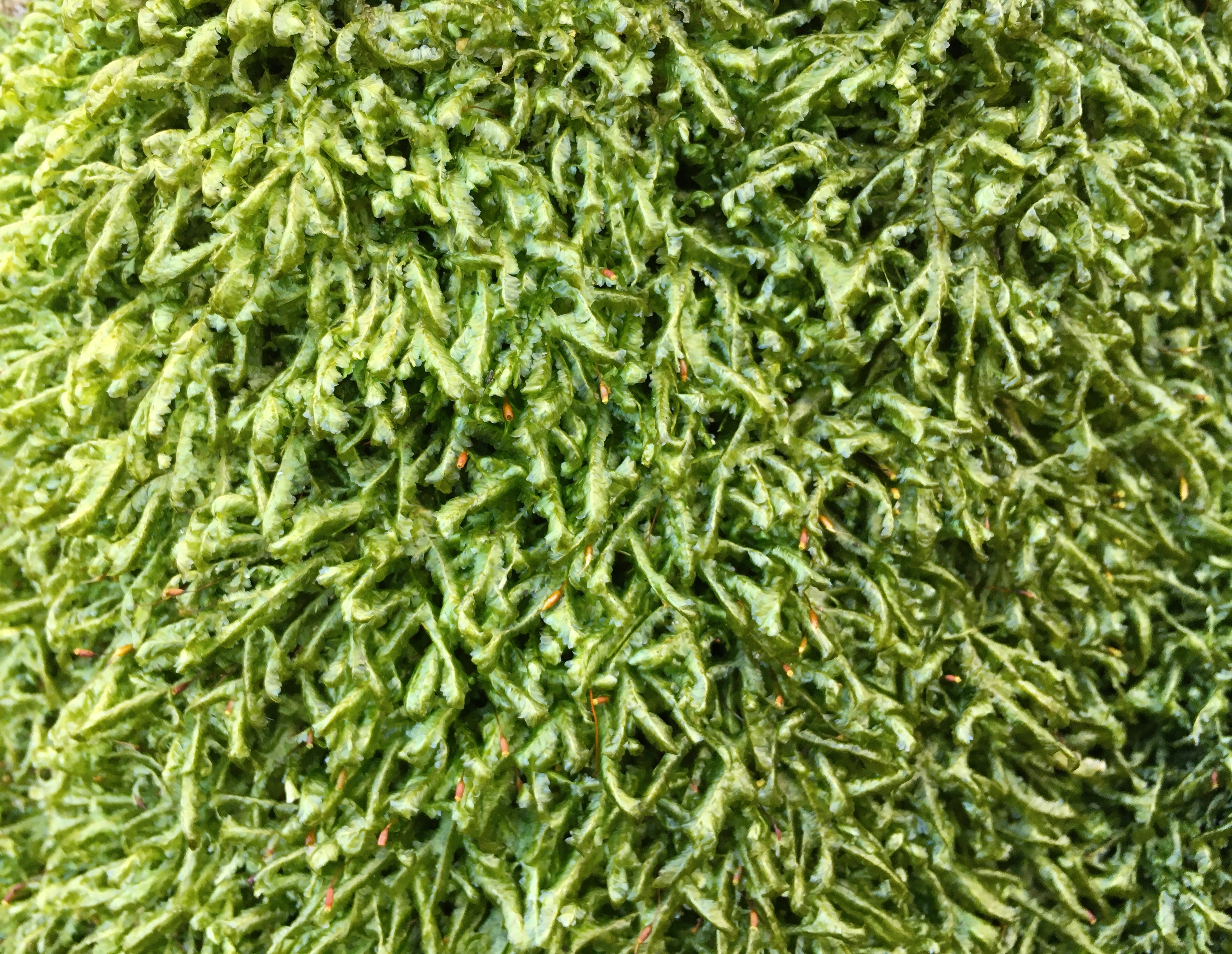
Een dichte mat